# Charlotte Schaedrich

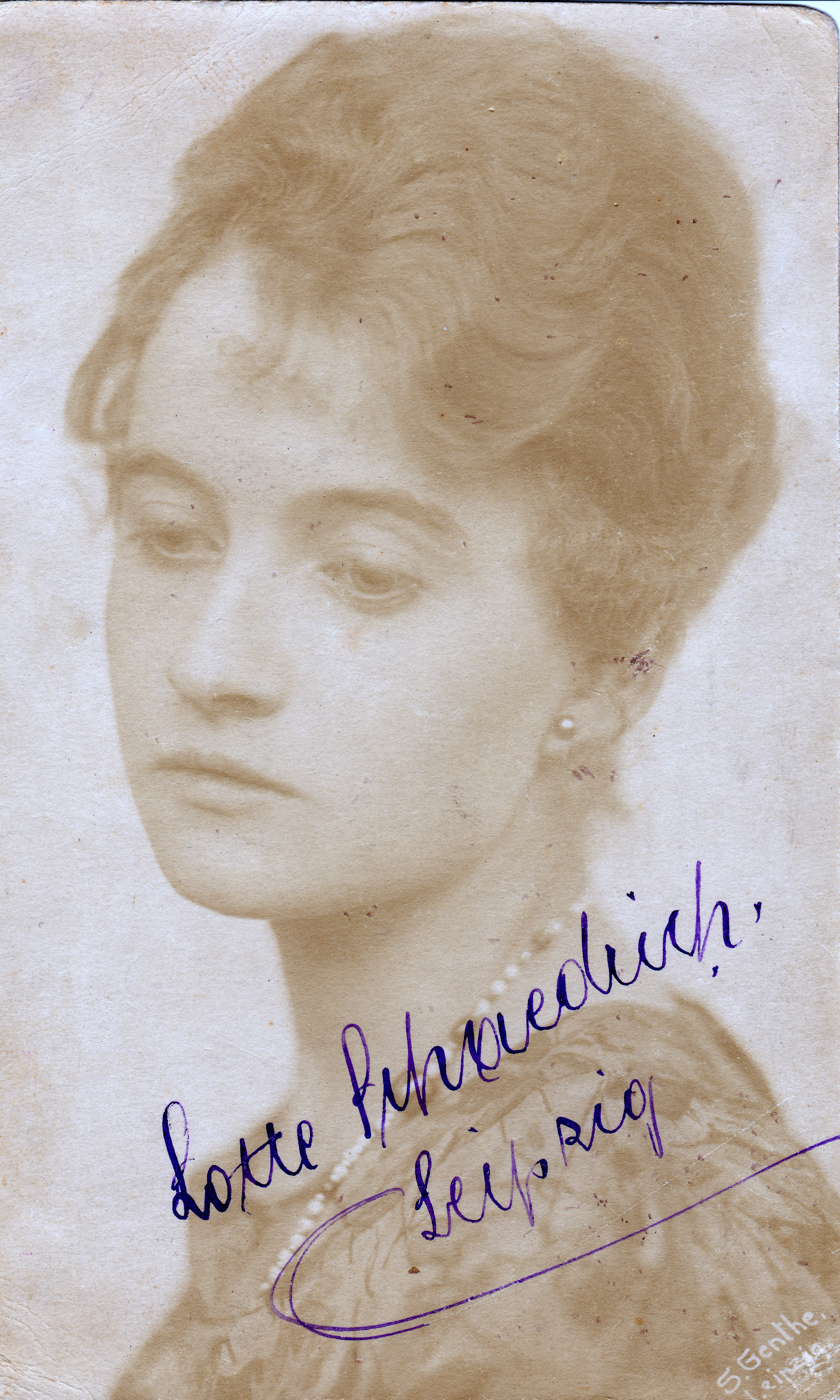
Charlotte Schaedrich (März 1919)

Charlotte Schaedrich, auch Schädrich, (* 19. Dezember 1896 in Teuchern; † nach 1970 in Chemnitz) war eine deutsche Schauspielerin, Konzert- und Operettensängerin in der Stimmlage Sopran.

## Leben
Charlotte Schaedrich wurde als Tochter von Friedrich Schädrich und seiner Frau Marie, geborene Pörschmann geboren. Wo sie ihre gesangliche Ausbildung erhielt, ist nicht bekannt. In den Inskriptionslisten des Cöniglichen Konservatorium Leipzig und der Weimarer Musikschule ist sie nicht nachgewiesen. Es ist auch denkbar, dass sie Gesangsunterricht in einer der vielen privaten Gesangsschulen Leipzigs erhielt.
Schaedrich begann als ausgebildete Konzertsängerin ihre sängerische Laufbahn unter dem Namen „Lotte Schädrich“ bei Unterhaltungskonzerten. Nach Auftritten mit dem Leipziger Vokal-Quartett folgte ab 1919 eine über viele Jahrzehnte erfolgreiche Bühnenlaufbahn an großen deutschen Theater- und Operettenbühnen.
Am 28. September 1927 trat sie ab Bremen eine Schiffsreise mit der Bremen nach New York an. Ein längerer Aufenthalt in den USA ist nicht nachweisbar.
Am 6. August 1938 heiratete sie in Berlin-Tempelhof den Schauspieler Fritz Karl Dahlke (1895–1962). Am 13. März 1962 starb Fritz Karl Dahlke in Karl-Marx-Stadt.

## Bühnenlaufbahn
Am 3. Mai 1916 wurde der Verein Leipziger Vokal-Quartett e. V. mit der Sopranistin Charlotte Schaedrich, der Altistin Ida Elisabeth Grundmann (1888–1943), dem Tenor Karl Sonne (1881–1964) und dem Bassbariton Richard Arno Wilhelm Gelbe (1897–1966) eingetragen. Die Altistin und der Bassist waren Gründungsmitglieder des schon seit 1909 konzertierenden Gesangsquartetts. Das Leipziger Vokal-Quartett bot Charlotte Schaedrich auf Grund seiner künstlerischen Qualität eine solide Grundlage für ihre künstlerische Laufbahn. Sie konnte sich mit dem Quartett ein wertvolles Repertoire erarbeiten.
Die ersten nachgewiesenen Auftritte hat sie mit dem Leipziger Vokal-Quartett in einem Konzert am 9. Dezember 1917 in der Alberthalle des Leipziger Krystall-Palastes und am selben Abend in einem Liederabend des Quartetts im Leipziger Auguste-Schmidt-Haus. Mitwirkende in diesem sonntäglichen Nachmittagskonzert war die Künstlervereinigung für volkstümliche Kammermusik unter der Leitung von Gewandhaus-Konzertmeister Heinrich Schachtebeck (1886–1965). Das Vokalquartett brachte drei Lieder für Quartettgesang des Österreichers Robert Fuchs (1847–1927) und vier der Zigeunerlieder von Johannes Brahms zu Gehör. Im Abendkonzert bot das Leipziger Vokal-Quartett vier Madrigale, zwei Quartette von Felix Mendelssohn Bartholdy, zwei Quartette von Robert Schumann und vier Zigeunerlieder von Brahms mit Klavierbegleitung dar. Vier Quartette von zeitgenössischen Komponisten rundeten den Abend ab.
Es lassen sich weitere fünf Konzerte des Leipziger Vokal-Quartetts mit Charlotte Schaedrich nachweisen. 23 Volksliederabende gab das Quartett Juni/Juli 1918 in Wilna für Soldaten der Litauischen Militärverwaltung. Die Auftritte fanden in den Wilnaer Arbeitsstuben, der Wilnaer Deutschen Kirche und dem Offizierskasino statt. Ein Sonderkonzert gab das Quartett am 2. Juli 1918 im Stadt-Theater Grodno (heute Belarus).
Im Konzert des Leipziger Vokal-Quartetts am 26. August 1918 im Wilnaer Offiziers-Kasino der Militärverwaltung Litauen wurde auch das „Wiegenlied“ (Колыбельная), Text von Aleksander Lermontow (1814–1841), Melodie Alexander Gretschaninow aus einem Zyklus von 5 Romanzen vorgetragen. In der Regel wurde immer nur die erste Strophe des Liedes in einer deutschen Nachdichtung von J. Lagin gesungen. An diesem Abend wurde die zweite Strophe, eine Nachdichtung Charlotte Schaedrichs, erstaufgeführt.
Im März 1919 verabschiedete sich Charlotte Schaedrich vom Leipziger Vokal-Quartett.

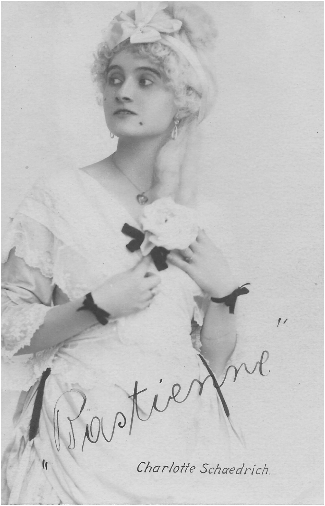
Charlotte Schaedrich als Bastienne Leipzig 1920

Mit der Spielzeit 1920/21 begann ihre Karriere als Sängerin am Neuen Operettentheater Leipzig. Von 1924 bis 1927 war sie als Soubrette am Residenz-Theater Dresden engagiert. Mit Beginn der Spielzeit 1928/29 hatte sie Auftritte in Leipzig und wechselte dann nach Dresden an das Residenz-Theater und Centraltheater. Im Januar 1930 sang sie am Centraltheater in der Dresdner Erstaufführung der Lehár-Operette Das Land des Lächelns die Prinzessin Mi. Ende des Jahres 1934 hatte sie ein Engagement in Berlin. Während der Sommerspielzeit 1935 trat sie im Städtischen Naturtheater Berlin-Friedrichshagen und parallel dazu im Theater am Schiffbauerdamm als Partnerin von Fritz Tellheim in der Operette Der Vogelhändler auf.
Von 1938 bis 1943 hatte sie kein festes Engagement, sang aber am Central-Theater Chemnitz eine Reihe von Gastrollen. 1942/43 war sie wieder in Chemnitz als gastierende Künstlerin Charlotte Schaedrich-Dahlke zu finden. 1945 wurde das Central-Theater in Chemnitz bei einem Bombenangriff zerstört.
Von 1945 bis 1950 war sie am Central-Theater Limbach engagiert. Ab der Spielzeit 1952 war Charlotte Schaedrich bis zum Ende ihrer künstlerischen Laufbahn bei den Chemnitzer Städtischen Theatern engagiert. Charlotte Schaedrich trat nach dem Zweiten Weltkrieg auch in einigen Sprechrollen im Chemnitzer Schauspielhaus auf. Während ihrer künstlerischen Laufbahn war sie allein in Chemnitz in mehr als 40 Premieren besetzt. Den letzten Auftritt in einer Premiere hatte sie am 21. April 1970 im Schauspiel Auferstehung, einem Stück nach dem Roman von Leo Tolstoi.

## Repertoire (Auswahl)

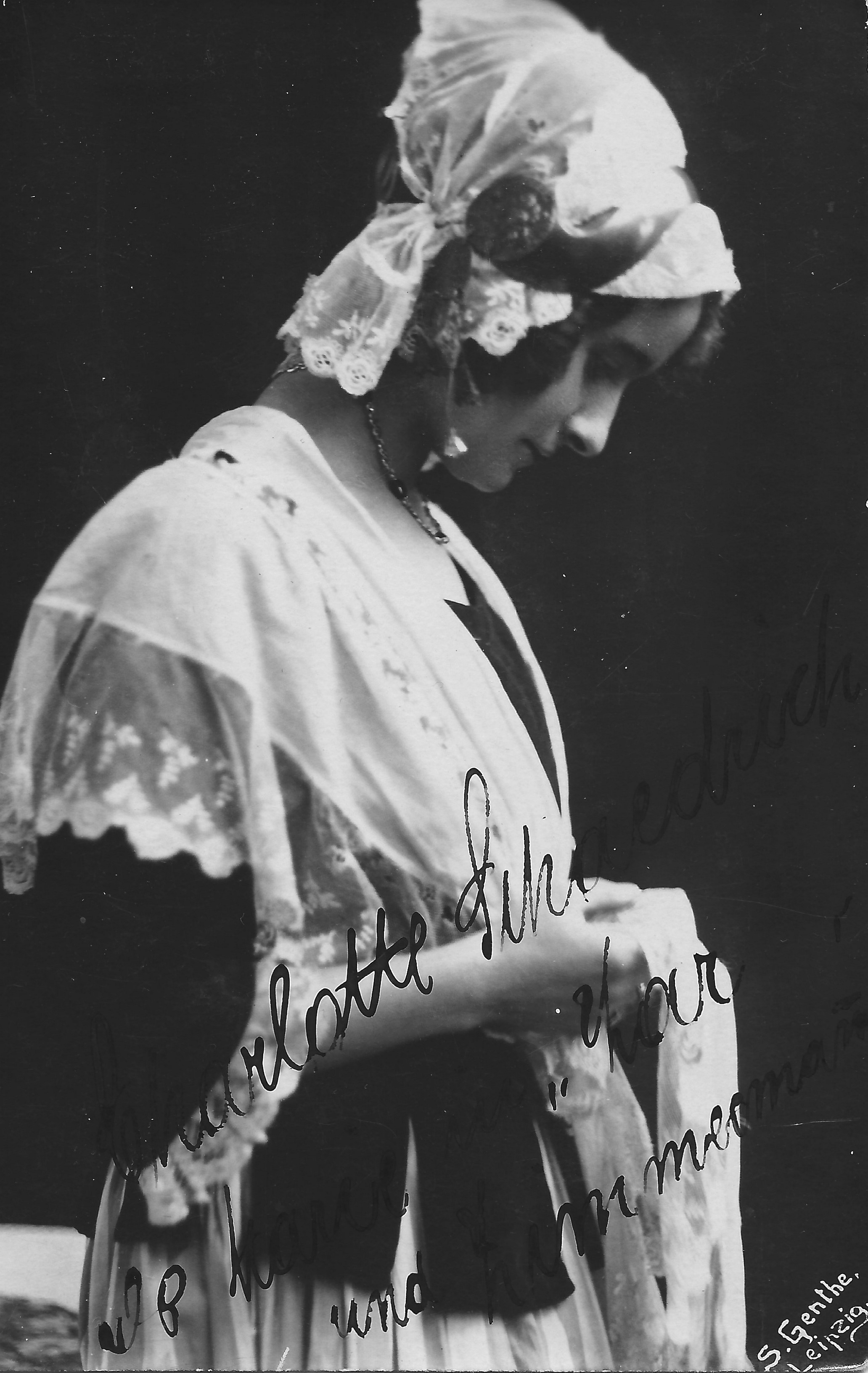
Charlotte Schaedrich als Marie in Zar und Zimmermann

Sie trat als Bühnenkünstlerin in mehr als 85 Rollen, oft als lebenslustige Soubrette, aber auch als Opernsängerin und im Schauspiel auf.
- 1920/21: Neues Operettentheater Leipzig (Zentraltheater): Theresa in Die Frau im Hermelin, Lorle in Schwarzwaldmädel, Sohn des Agamemnon in Die schöne Helena, Hederl in Das Dreimäderlhaus, Bastienne in Bastien und Bastienne, Marie in Zar und Zimmermann
- 1924–1926: Residenz-Theater Dresden: Valencienne in Die lustige Witwe, Miss Gabel Gibson in Die Zirkusprinzessin
- 1928/29: Neues Operettentheater Leipzig (Zentraltheater): Wiener Blut, Die große Unbekannte, Die Herzogin von Chicago
- 1929/30: Residenz-Theater Dresden: Die Rose von Stambul
- 1929/30: Rotterbühne Berlin: Das Land des Lächelns (Gastspiel?)
- 1929/30: Centraltheater Dresden: Liebe und Trompetenblasen, Bella Giretti in Paganini, Miotte in Die drei Musketiere, Mascha in Der Zarewitsch, König Kuckuck, Mi in Das Land des Lächelns, O Lia San in Viktoria und ihr Husar
- 1933/34: Central-Theater Chemnitz: Meier macht alles
- 1938: Central-Theater/Operettenhaus Chemnitz: Gastauftritt in Der Juxbaron[13]
- 1940–1943: Central-Theater/Operettenhaus Chemnitz, als Gast: in Liselott (1940), Drei alte Schachteln (1942) und Herzen am Ziel (1943)
- 1945–1950: Centraltheater Limbach/Sachsen, Auftritte in den Gesellschaftsräumen des ehemaligen „Hotel Hirsch“.
- 1950: Hohenstein-Ernstthaler Gesellschaftshaus: Bunte Veranstaltung „Rennfieber“.[16]
- 1951: Gastspiel Kreistheater Chemnitz-Rochlitz: Gasparone
- 1951/52: Operettentheater Dresden: Kartentante in Im weißen Rößl, Madame Quimper-Karadec in Pariser Leben, Petronella in Boccaccio, Der Graf von Luxemburg, Einen Jux will er sich machen (Schauspiel Chemnitz), Treffpunkt Herz, Der Zigeunerbaron, Bolero, Die schöne Helena, Paganini, Anhilte in Die Csárdásfürstin
- 1956: Auftritt in der „Bütt“ zum Chemnitzer Stadtfasching mit Rosi Schönfeld.[17]
- 1952–1970: Theater Karl Marx-Stadt/Chemnitz[13]
  - Operette und Musical: Der Graf von Luxemburg, Gräfin Cosel[18] (Uraufführung, Spielzeit 1955/56, als Gräfin Reuß), Polenblut, Der Vetter aus Dingsda ; Sterne, Geld und Vagabunden[19] (Spielzeit 1957/58), Ein Florentiner Hut (Uraufführung, Spielzeit 1959/60), Der Kuss der Juanita, Die lustige Witwe mit Fritz Wellhoff und Hans Hoff, Der Aushilfsgatte, Freier Wind; Eva, bist Du noch zu retten?[20][21] (Deutschsprachige Erstaufführung: Oktober 1961); Himmel, so ein Theater (Operettenrevue), Die Abenteuer der Perichole (Premiere, Spielzeit 1963/64), Rendezvous am Wolfgangsee, Mamselle Nitouche, Orpheus in der Unterwelt, Das Feuerwerk, Frau Luna (als Frau Pusebach)
  - Schauspiel: Brokat aus Frankreich (von Paul Herbert Freyer, Uraufführung Spielzeit 1957/58), Der Talisman, Man klatscht über Margit (Musikalisches Lustspiel), Der kaukasische Kreidekreis, Die Scheidung, Auferstehung, Das andere Ich.

## Fernsehauftritte 1936
Am 1. August 1936 begann in Deutschland das Zeitalter des elektronischen Fernsehens. 
Schon Ende 1936 wirkte Charlotte Schaedrich in zwei frühen deutschen Fernsehsendungen mit. Im Rahmen des aus dem „Fernsehlabor“ im Berliner „Studio Rognitzstraße“ täglich gesendeten einstündigen Programms trug sie live am 18. Oktober 1936 das Pfeiferlied aus der Operette Frühlingsluft von Josef Strauß und das Lied der Geisha aus der gleichnamigen Operette von Sidney Jones vor. Sie saß dabei in einer engen Kabine, ähnlich heutiger Passfotokabinen. Sie musste im Sitzen singen und durfte keine großen Gesten machen, da sie sonst nicht von dem schmalen Fernseh-Abtast-Leuchtstrahl erfasst worden wäre. Außerhalb der Kabine begleitete sie ein Pianist.
Am 28. November 1936 war sie in „Buntes Bild zum Wochenende“, einer der ersten Fernsehshows, gemeinsam mit der Schauspielerin Else Elster und dem Geiger Gerhard Misch (Mitglied des Rundfunkorchesters Berlin) zu sehen und zu hören.

## Pressestimmen
- „… die guten Stimmen, – der Sopran der Charlotte Schaedrich sei besonders hervorgehoben – , sichere Atemtechnik, einwandfreie Aussprache und gesangliche Selbstzucht schufen die Gewähr für künstlerisches Gelingen. Gerade die Einfachheit, die sich von billigen äußerlichen Wirkungen freihielt, lässt das Leipziger Quartett berufen erscheinen, den deutschen Soldaten im fremden Lande ein Stück deutscher Heimat im fremden Lande zu geben.“[23]
- Premiere Die Zirkusprinzessin im Dresdner Residenz-Theater: „Wenn Charlotte Schaedrich bei ihren „Misserfolg“ als Zirkusreiterin in Petersburg mit bewegten Worten darauf hinweist, dass sie in Wurzen so gut gefallen hätte, so hat sie schon alle Sympathien für sich, … .“[24]
- Operette Die Herzogin von Chicago: „..., aber Spiel und Sprechdialog waren munterer als je. … und unter Leitung von Gustav Gerhardts wurde von Adolf Falken, Klotilde Bauer, Charlotte Schaedrich und Eugen Hietel wacker gesungen.“[25]
- Operette Die grosse Unbekannte, mit Leipziger Operettenlieblingen, darunter Charlotte Schaedrich: „Das Publikum quittierte jede Nummer mit hellster Begeisterung. Den Darstellern gebührt einwandfreies Lob.“[26]
- Premiere Liebe und Trompetenblasen im Centraltheater, Beifallstürme: „Und Wörtge und Jeß, den feschen Offizieren, fliegen die Herzen nur so zu. Man gönnt beiden den Flirt mit der niedlichen Tänzerin Charlotte Schaedrich.“[27]
- Premiere Das Land des Lächelns: „Das war der stärkste Operettenerfolg seit Jahren in Dresden. … Charlotte Schaedrich hat mit der Prinzessin Mi das Beste geboten, das man von ihr gesehen hat. Charme, Schelmerei, Gefühl, dazu graziöse Tanzkunst und groteske Akrobatik.“[28]
- Erstaufführung Viktoria und ihr Husar im Centraltheater: „… dann gibt es sogar zwei komische Paare, ein vornehmes, ... Wörthge, der den Bruder Viktorias, lustig auf seine Art, dem Publikum zu Gefallen spielt, und Charlotte Schaedrich, als Li San, eine japanische Verwandte der Prinzessin Mi aus dem „Land des Lächelns“. Es ist Charlotte Schaedrich hoch anzurechnen, daß sie, trotz starker seelische Depression, ohne letzte Proben die Rolle mit außerordentlicher Selbstbeherrschung durchführte.“[29]
- Operette Paganini im Centraltheater: „… und das lustige Pärchen gefiel: Charlotte Schaedrich, fürstliche Primaballerina, allerdings besser als der unversöhnliche Buffo Alfred Badewitz.“[30]
- Operette Die drei Musketiere im Centraltheater: „… Der durchschlagende Humor ist bei Charlotte Schaedrich, Miotte, Soldatenliebchen vom Lande; ihr Übermut, ihre Lustigkeit steckt alles an, auf der Bühne wie im Publikum.“[30]
- Premiere Der Zarewitsch im Centraltheater: „… Sehr lustig das glückliche Buffopaar. Von urwüchsiger Drolligkeit die Schaedrich, echt jungenhaft der gemütliche Fridolin Mörbitz.“[31]